# La Feria North, Texas
La Feria North là một nơi ấn định cho điều tra dân số (CDP) thuộc quận Cameron, tiểu bang Texas, Hoa Kỳ. Năm 2010, dân số của nơi này là 212 người.

## Dân số
- Dân số năm 2000: 168 người.
- Dân số năm 2010: 212 người.